# ボルタ・ア・カタルーニャ
ボルタ・ア・カタルーニャ（カタルーニャ語: Volta Ciclista a Catalunya、スペイン語: Volta a Cataluña）は、スペイン北東部のカタルーニャ州において1911年から開催されている自転車ロードレースのステージレース。スペインのステージレースとしては1935年開始のブエルタ・ア・エスパーニャより歴史は古い。日本では「カタルーニャ一周」とも呼ばれた。

## 概要
長らく9月に開催されていたが、1995年、ブエルタ・ア・エスパーニャが8~9月開催となったのに伴い6月開催となった。2005年よりUCIプロツアーに組み込まれた際にはジロ・デ・イタリアと同時期の5月中旬頃の開催となったが、2010年より、3月下旬へと繰り上がった。カタルーニャの地形もあって山岳ステージなど登坂力が試されるステージが比較的多いのが特徴で、最終ゴール地点はカタルーニャ州の州都バルセロナが通例である。ただし、2010年はカタロニア・サーキットが最終ゴール地点となった。
最多総合優勝はスペインのマリアーノ・カニャルドの7回。

## 歴代優勝者
| 年   | 優勝者                                         | 国                                             |
| ---- | ---------------------------------------------- | ---------------------------------------------- |
| 2025 | プリモシュ・ログリッチ                         | スロベニア                                     |
| 2024 | タデイ・ポガチャル                             | スロベニア                                     |
| 2023 | プリモシュ・ログリッチ                         | スロベニア                                     |
| 2022 | セルヒオ・イギータ                             | コロンビア                                     |
| 2021 | アダム・イェーツ                               | イギリス                                       |
| 2020 | 新型コロナウイルス感染症の世界的流行により中止 | 新型コロナウイルス感染症の世界的流行により中止 |
| 2019 | ミゲル・アンヘル・ロペス                       | コロンビア                                     |
| 2018 | アレハンドロ・バルベルデ                       | スペイン                                       |
| 2017 | アレハンドロ・バルベルデ                       | スペイン                                       |
| 2016 | ナイロ・キンタナ                               | コロンビア                                     |
| 2015 | リッチー・ポート                               | オーストラリア                                 |
| 2014 | ホアキン・ロドリゲス                           | スペイン                                       |
| 2013 | ダニエル・マーティン                           | アイルランド                                   |
| 2012 | ミヒャエル・アルバジーニ                       | スイス                                         |
| 2011 | アルベルト・コンタドール                       | スペイン                                       |
| 2010 | ホアキン・ロドリゲス                           | スペイン                                       |
| 2009 | アレハンドロ・バルベルデ                       | スペイン                                       |
| 2008 | グスタボ・セサル                               | スペイン                                       |
| 2007 | ウラジミール・カルペツ                         | ロシア                                         |
| 2006 | ダビ・カニャダ                                 | スペイン                                       |
| 2005 | ヤロスラフ・ポポヴィッチ                       | ウクライナ                                     |
| 2004 | ミゲル・アンヘル・ペルディグエロ               | スペイン                                       |
| 2003 | ホセ・アントニオ・ペチャロマン                 | スペイン                                       |
| 2002 | ロベルト・エラス                               | スペイン                                       |
| 2001 | ホセバ・ベロキ                                 | スペイン                                       |
| 2000 | ホセ・マリア・ヒメネス                         | スペイン                                       |
| 1999 | マヌエル・ベルトラン                           | スペイン                                       |
| 1998 | エルナン・ブエナオーラ                         | コロンビア                                     |
| 1997 | フェルナンド・エスカルティン                   | スペイン                                       |
| 1996 | アレックス・ツェーレ                           | スイス                                         |
| 1995 | ローラン・ジャラベール                         | フランス                                       |
| 1994 | クラウディオ・キアプッチ                       | イタリア                                       |
| 1993 | アルバロ・メヒア                               | コロンビア                                     |
| 1992 | ミゲル・インドゥライン                         | スペイン                                       |
| 1991 | ミゲル・インドゥライン                         | スペイン                                       |
| 1990 | ラウデリーノ・クビノ                           | スペイン                                       |
| 1989 | マリノ・レハレタ                               | スペイン                                       |
| 1988 | ミゲル・インドゥライン                         | スペイン                                       |
| 1987 | アルバロ・ピノ                                 | スペイン                                       |
| 1986 | ショーン・ケリー                               | アイルランド                                   |
| 1985 | ロバート・ミラー                               | スコットランド                                 |
| 1984 | ショーン・ケリー                               | アイルランド                                   |
| 1983 | ホセ・レシオ                                   | スペイン                                       |
| 1982 | アルベルト・フェルナンデス                     | スペイン                                       |
| 1981 | ファウスティーノ・ルペレス                     | スペイン                                       |
| 1980 | マリノ・レハレタ                               | スペイン                                       |
| 1979 | ビセンテ・ベルダ                               | スペイン                                       |
| 1978 | フランチェスコ・モゼール                       | イタリア                                       |
| 1977 | フレディ・マルテンス                           | ベルギー                                       |
| 1976 | マルティネス・ヘレディア                       | スペイン                                       |
| 1975 | ファウスト・ベルトリオ                         | イタリア                                       |
| 1974 | ベルナール・テブネ                             | フランス                                       |
| 1973 | ドミンゴ・ペルレナ                             | スペイン                                       |
| 1972 | フェリーチェ・ジモンディ                       | イタリア                                       |
| 1971 | ルイス・オカーニャ                             | スペイン                                       |
| 1970 | フランコ・ビトッシ                             | イタリア                                       |
| 1969 | マリアーノ・ディアス                           | スペイン                                       |
| 1968 | エディ・メルクス                               | ベルギー                                       |
| 1967 | ジャック・アンクティル                         | フランス                                       |

| 年   | 優勝者                           | 国             |
| ---- | -------------------------------- | -------------- |
| 1966 | アリー・デン・ハルトフ           | オランダ       |
| 1965 | アントニオ・ゴメス・デル・モラル | スペイン       |
| 1964 | ジョゼフ・カララ                 | フランス       |
| 1963 | ジョゼフ・ノヴァレ               | フランス       |
| 1962 | アントニオ・カルマニ             | スペイン       |
| 1961 | アンリ・デュエズ                 | フランス       |
| 1960 | ミゲル・ポブレット               | スペイン       |
| 1959 | サルバドール・ボテージャ         | スペイン       |
| 1958 | リハルト・ファン・ヘネフティエン | ベルギー       |
| 1957 | ヘスス・ロローニョ               | スペイン       |
| 1956 | アニセト・ウトセット             | スペイン       |
| 1955 | ホセ・ゴメス・モラル             | スペイン       |
| 1954 | ワルテル・セレーナ               | イタリア       |
| 1953 | サルバドール・ボテージャ         | スペイン       |
| 1952 | ミゲル・ポブレット               | スペイン       |
| 1951 | プリモ・ボルピ                   | スペイン       |
| 1950 | アントニ・ヘラベルト             | スペイン       |
| 1949 | エミール・ロル                   | フランス       |
| 1948 | エミリオ・ロドリゲス             | スペイン       |
| 1947 | エミリオ・ロドリゲス             | スペイン       |
| 1946 | フリアン・ベレンデロ             | スペイン       |
| 1945 | ベルナルド・ルイス               | スペイン       |
| 1944 | ミゲル・カサス                   | スペイン       |
| 1943 | フリアン・ベレンデーロ           | スペイン       |
| 1942 | フェデリコ・エスケラ             | スペイン       |
| 1941 | アントニ・アンドレウ・サンチョ   | スペイン       |
| 1940 | クリストフ・ディディエ           | ルクセンブルク |
| 1939 | マリアーノ・カニャルド           | スペイン       |
| 1936 | マリアーノ・カニャルド           | スペイン       |
| 1935 | マリアーノ・カニャルド           | スペイン       |
| 1934 | ベルナルド・ロゴーラ             | イタリア王国   |
| 1933 | アルフレード・ボヴェト           | イタリア王国   |
| 1932 | マリアーノ・カニャルド           | スペイン       |
| 1931 | サルバドール・カルドナ           | スペイン       |
| 1930 | マリアーノ・カニャルド           | スペイン王国   |
| 1929 | マリアーノ・カニャルド           | スペイン王国   |
| 1928 | マリアーノ・カニャルド           | スペイン王国   |
| 1927 | ヴィクトル・フォンタン           | フランス       |
| 1926 | ヴィクトル・フォンタン           | フランス       |
| 1925 | ミケル・ムシオ                   | スペイン王国   |
| 1924 | ミケル・ムシオ                   | スペイン王国   |
| 1923 | モリス・ヴィユ                   | フランス       |
| 1920 | ジョゼフ・プルティエ             | スペイン王国   |
| 1913 | ホアン・マルティ                 | スペイン王国   |
| 1912 | ホセ・マグダレーナ               | スペイン王国   |
| 1911 | セバスティアン・マスデウ         | スペイン王国   |